# The hopeless days
The hopeless days is een studioalbum van het Italiaanse Runes Order. Het werd uitgegeven in 2004.  Runes Order verdween na dit album geruisloos van het podium, een laatste optreden vond plaats in februari 2005. De band kende slechts een kleine schare fans. De titel van het album The hopeless days geeft aan in welke richting de muziek moet worden gezocht. Het is een kruising tussen zware elektronische muziek, de sombere rock van bijvoorbeeld The Cure en jaren ‘80 synthesizermuziek. Daarbij is de muziek voor Runes Order-begrippen zeer melodieus en hier en daar zelfs dansbaar (track 3).  Het album is opgenomen in de Tolerance Zero Studio te Molare, de Dirtinside Studio te Milaan en Loud Music te Genua over een periode van april 2002 tot en met april 2003. In de herfst van 2003 werkte Dondo er zelf nog aan.  

## Musici
- Claudio Dondo – synthesizers, elektronica
- Trevor – zang, basgitaar, gitaar, elektronica
- Daniela Bedeski – zang After the passing

## Muziek
| Nr. | Titel                                                           | Duur |
| --- | --------------------------------------------------------------- | ---- |
| 1.  | The season of pain (Intro)                                      |      |
| 2.  | The hopeless days                                               |      |
| 3.  | Il giorno della vendetta                                        |      |
| 4.  | After the passing                                               |      |
| 5.  | You clip my wings                                               |      |
| 6.  | Mysoginy! (neural disintegrators disguised as hormonal magnets) |      |
| 7.  | The night                                                       |      |
| 8.  | Fragments of suicide                                            |      |
| 9.  | Lucy                                                            |      |
| 10. | No hope                                                         |      |
| 11. | The night (reprise)                                             |      |
| 12. | The plot                                                        |      |
| 13. | Cold separation (A requiem for E.)                              |      |
| 14. | The age of nothing                                              |      |
| 15. | The season of pain (Outro)                                      |      |